# Gaesischia carinata
Gaesischia carinata är en biart som beskrevs av Urban 1989. Gaesischia carinata ingår i släktet Gaesischia och familjen långtungebin. Inga underarter finns listade i Catalogue of Life.